# Flass Tarn
Der Flass Tarn ist ein See im Lake District, Cumbria, England.
Der See liegt am westlichen Ende von Wasdale südlich des River Irt. Der See hat drei unbenannte Zuflüsse, aber keinen erkennbaren Abfluss.